# アメリカ極東陸軍
アメリカ極東陸軍（あめりかきょくとうりくぐん, U.S. Army Forces Far East, USAFFE）とは、太平洋戦争時にフィリピン防衛のために設置された、駐留アメリカ陸軍及びフィリピン陸軍の合同部隊である。極東アメリカ陸軍、米比軍、あるいは頭字語からユサッフェとも呼ばれる。フィリピン陥落後も元将兵らが「ユサッフェ」を名乗って抗日ゲリラとして活動した。

## 沿革

### 前史

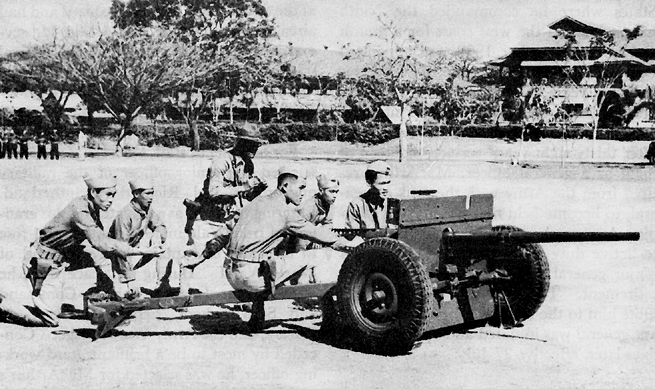
フィリピン・スカウトの37mm対戦車砲部隊。1941年頃の訓練の風景。

米西戦争後にアメリカ合衆国によって植民地化されたフィリピンは、独自の軍隊を持たなかった。フィリピン警察軍 (PC) が、一般警察機能に加えて多少の武装を備えている程度だった。フィリピンの防衛については、アメリカ軍の駐留部隊が全責任を負っていた。駐留アメリカ軍の主力は1913年に設置されたアメリカ陸軍フィリピン部で、約1万人の兵力を有し、うち半数はフィリピン・スカウト (PS) と呼ばれる現地人志願兵から成っていた。
1935年にフィリピンの独立方針が決まると、独自のフィリピン軍の創設が着手された。フィリピン・コモンウェルス（独立準備政府）の初代大統領となったマニュエル・ケソンの要請で、アメリカ陸軍のダグラス・マッカーサー少将やドワイト・D・アイゼンハワー少佐らが軍事顧問として派遣された。マッカーサーらは、独立予定の1946年までに常備軍1万人（従来の警察隊員6千人を含む）と予備役40万人のフィリピン陸軍 (PA) を整備する計画を立案した。フィリピン全土を10個管区に分けて、有事の際には各管区で7500人規模の予備役師団を編成、常備師団1個と合わせて11個師団となる計算だった。この計画には魚雷艇36隻を有する沿岸警備部隊と、高速爆撃機100機を有するフィリピン陸軍航空軍も含まれていた。マッカーサーは、計画達成の暁には、あらゆる侵略に対抗できる自衛戦力が備わると評価していた。しかし、財政的問題や士官の不足などから、その整備はゆっくりとしたペースであった。

### 創設

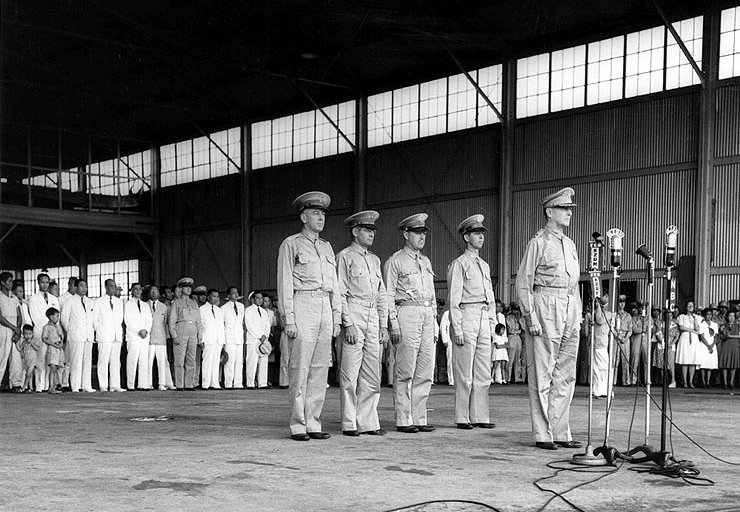
フィリピン陸軍航空軍に対して訓示を行うダグラス・マッカーサー。（1941年8月15日）

日米関係が悪化して軍事的緊張が高まる中、1941年前半から、極東方面の連合国軍部隊を指揮する高等司令部の設置が検討され始めた。同年6月頃には検討が本格化し、日本の南部仏印進駐の動きに応じて、7月26日にアメリカ極東陸軍の創設として実現した。その司令官には、1937年に退役していたダグラス・マッカーサー（当時はフィリピン陸軍元帥）が、少将として現役復帰して着任することになった。人選の背景には、マッカーサー自身の積極的働きかけと、彼のフィリピンなどでの豊富な経験への期待があった。なお、マッカーサーの階級は、翌27日に中将、太平洋戦争開戦後は大将へと進んでいる。
米極東陸軍司令部はマニラに設置された。駐留アメリカ軍と軍事顧問から集められた司令部の職員は、40歳代後半が中心の若い構成となった。その指揮下には、既存のアメリカ陸軍フィリピン部のほか、戦時態勢に移行したフィリピン陸軍部隊も収まることになった。これにより、初めてフィリピン駐留アメリカ軍とフィリピン陸軍の指揮系統が統一された。以後、米極東陸軍司令部が作戦計画・軍備計画立案と指揮の中心となり、フィリピン部司令部の機能はフィリピン陸軍の教育管理など後方部門に限定された。10月にはフィリピン部司令官もマッカーサーが兼任するようになった。
米極東陸軍が編成されると同時に、部隊の増強が急務となった。7月末時点で22,500人（うちフィリピン・スカウト12,000人）の兵力を有した駐留アメリカ陸軍については、中核部隊であるフィリピン師団を近代的な3単位師団に改編するとともに、戦車や対戦車砲、対空砲、新型航空機などの追加が進められた。また、現役復帰前からマッカーサーが要望していたフィリピン陸軍の動員も、9月1日に実行に移された。12月15日編成完了を目途に、10個管区でそれぞれ1個師団の動員が進められた。アメリカ陸軍の正規部隊と異なってアメリカ議会の統制が及ばないため、部隊規模の拡張について米極東陸軍司令部の裁量の幅が大きく、迅速な決定が可能だった。しかし、小銃以外の装備が大幅に不足しているなどの問題があった。この間、9月にはアメリカ陸軍上層部からは1個州兵師団の増援も提案されたが、マッカーサーはこれを断り、代わりにフィリピン師団改編用の補充部隊や各種新装備の補給を急ぐよう求めている。

### フィリピン防衛戦
結局のところ、米極東陸軍は、十分な戦力整備が終わらないままで1941年12月8日の太平洋戦争勃発を迎えた。例えば、フィリピン師団改編用の第34歩兵連隊は、まさに12月8日にフィリピンへ向けて出港予定で準備中であった。フィリピン陸軍の各師団の動員状態は2/3が進行した程度で、動員済みの部隊も装備や訓練は不完全だった。駐留アメリカ陸軍の兵力は31,000人（うちフィリピン・スカウト12,000人）、フィリピン陸軍の兵力は約10万人であった。（詳細は#戦力の実態にて後述）
それでも、マッカーサーは事態を楽観視していた。従来のマニラ湾・バターン半島への籠城作戦を変更し、フィリピン全島の防衛と航空戦力による積極作戦を指示した。11月4日にはマッカーサーの防衛計画に基づき、北部ルソン部隊、南部ルソン部隊、ビサヤ・ミンダナオ部隊などの作戦区分が正式発令された。この区分に沿って米極東陸軍はフィリピンの戦いを戦ったが、兵力や物資の分散を招いたこともあって敗北を喫することになった。

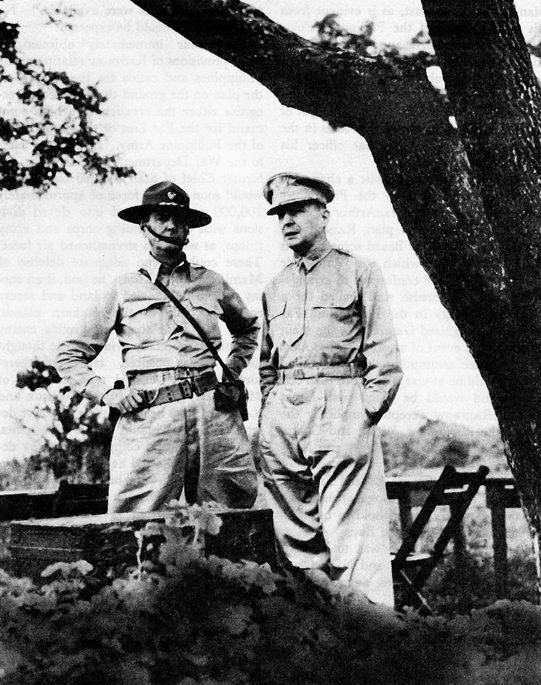
ジョナサン・ウェインライト（向かって左）とダグラス・マッカーサー（右）。（1941年10月1日）

1月30日、フィリピン駐留のアメリカ海軍部隊も、極東陸軍司令部の指揮下に編入された。
バターン半島とコレヒドール島要塞の米極東陸軍部隊が追いつめられる中、1942年3月12日にマッカーサーはコレヒドール島を魚雷艇で脱出した。マッカーサーは脱出先のオーストラリアで引き続き極東陸軍司令官として作戦指揮を執るつもりで、コレヒドール島に残された司令部要員に前進指揮所を構成させ、補給物資の受け入れなどで連携させようと考えていた。しかし、マッカーサーの意図を知らない国防省や陸軍参謀本部は、現地のジョナサン・ウェインライト少将を中将に昇進させて極東陸軍司令官として扱い、3月20日に新たな司令部である在フィリピンアメリカ軍司令部 (U.S. Forces in the Philippines, USFIP) の司令官に任命した。指揮下の全部隊が、USFIPに引き継がれた。3月21日に至ってマッカーサーは初めて参謀本部に連絡を行ったが、参謀本部は、遠距離指揮の困難や指揮系統の複雑化を理由にウェインライトとの交代という方針を変えなかった。4月18日に、マッカーサーが連合国南西太平洋方面総司令官に転じて、米極東陸軍は完全に活動停止状態となった。
後継となったウェインライトのUSFIPも、5月6日に降伏を日本軍に申し入れて、コレヒドール要塞を開城。フィリピン全土の残存部隊に降伏命令を発して、その任務を終えた。なお、これより先4月9日にバターン半島で投降した将兵は、バターン死の行進を経験している。

### 復活
1943年2月26日、連合国南西太平洋方面軍の隷下に、米極東陸軍は再設置された。南西太平洋地域のアメリカ陸軍とフィリピン陸軍が、その隷下部隊とされた。
アメリカ極東陸軍は戦争終結前にロバート・リチャードソン中将率いるアメリカ西太平洋陸軍に実体としては吸収されていた。フィリピン独立を控えた1946年6月30日に正式に解散した。
1947年1月にはアメリカ極東軍（Far East Command）が東京に設置され、司令官のマッカーサーが陸軍部隊を直率し、極東陸軍司令官（Commanding General, Army Forces Far East）を兼任した。

## 戦力の実態

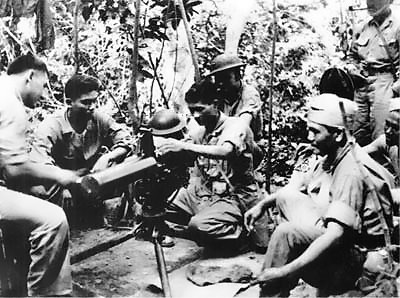
ブローニングM1917重機関銃の操作をフィリピン陸軍航空軍の士官候補生に教えるアメリカ海兵隊員。

アメリカ極東陸軍は、額面上は11個師団という大兵力を有していたが、その実戦力は必ずしも有力とは言い難かった。
アメリカ陸軍の正規部隊は、フィリピン・スカウトも含めて練度は悪くなかったものの、対戦車砲や輸送車両が不足がちだった。中核部隊となるフィリピン師団は、アメリカ本国編成の歩兵連隊1個を既存のフィリピン・スカウト連隊のうち1個と入れ替えて、アメリカ人主体の連隊戦闘団2個を編成できるようにする計画だったが、実現しないままだった。
フィリピン陸軍に至っては、開戦時にもいまだ人員すら揃わない状態だった。各師団は3個歩兵連隊と2個砲兵大隊、対戦車砲大隊などから構成されるはずだったが、訓練まで終えたのは各1個歩兵連隊程度に過ぎなかった。例えば、11月18日に誕生した第31師団の場合、隷下3個歩兵連隊のうち第1陣である第31歩兵連隊は9月1日に動員済みだったものの、第2陣の第32歩兵連隊（11月1日動員）は師団戦列に合流したのが12月6日、第3陣の第33歩兵連隊に至っては11月25日にようやく動員着手という具合であった。最初の砲兵大隊である第31砲兵大隊の動員着手は開戦後の12月12日で、2個の砲兵大隊が揃ったのはバターン半島での籠城戦の最中だった。対戦車砲大隊は編成されないままに終わった。
兵器や弾薬の不足も著しかった。これもフィリピン陸軍第31師団の例で見ると、分隊支援火器のはずのブローニングM1918自動小銃は1個中隊に1丁、師団砲兵用の75mm野砲は照準器が欠けた状態の8門だけが配備された。重機関銃と小銃はそれなりに数が揃っていたが、旧式のブローニングM1917重機関銃（各機関銃中隊に8丁）とスプリングフィールドM1903小銃だった。弾薬不足は訓練にも影響し、9月に動員された第31歩兵連隊が最初の実弾射撃訓練をしたのは11月24日という有様だったが、実弾射撃経験無しで実戦投入された他の多くのフィリピン陸軍部隊よりは恵まれていたという。
また、フィリピン陸軍の沿岸警備部隊はイギリス製の魚雷艇36隻の配備を計画していたが、第二次世界大戦の勃発でイギリスからの輸入は2隻のみしか実現しなかった。代わって現地生産が試みられたが、1隻完成しただけだった。
このほか、フィリピン陸軍兵士に軍事教育を施すときには、言葉の壁も問題となった。教官となったアメリカ人兵士は英語しか解さず、フィリピン・スカウト出身者などの幹部はタガログ語を使い、同じフィリピン人でも一般兵士は出身地域ごとの言語を話した。それでも、次第に信頼関係は出来ていったという。

## ユサッフェ・ゲリラ

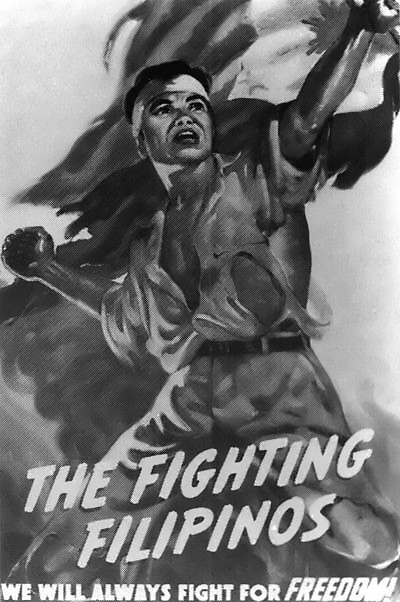
ユサッフェ・ゲリラを称えるアメリカのプロパガンダポスター　「戦うフィリピン人　我等は常に自由のために戦う！」と書かれている

コレヒドール要塞が陥落して降伏命令が発せられた後も、元アメリカ極東陸軍の兵士の中には、ユサッフェ・ゲリラを名乗って日本軍に対するゲリラ戦を継続する者があった。旧フィリピン・スカウトやフィリピン陸軍の装備や指揮系統、そして兵士たちの訓練と戦闘経験が活用された。
アメリカ軍もユサッフェ・ゲリラの活用を考え、潜水艦などで武器や通信機といった補給物資、連絡員を送り込み支援した。連合国軍のフィリピン反攻作戦の際には、アメリカ軍の正規部隊と連絡を取って共同作戦を展開し、掃討戦などで成果を上げた。
フィリピン人の兵士としての適性と働きぶりはマッカーサーにも感銘を与え、「1万人のフィリピン兵がほしい。そうすれば私は世界を征服できるだろう」と言ってほめたたえた。

## 隷下部隊

### 1941年11月末

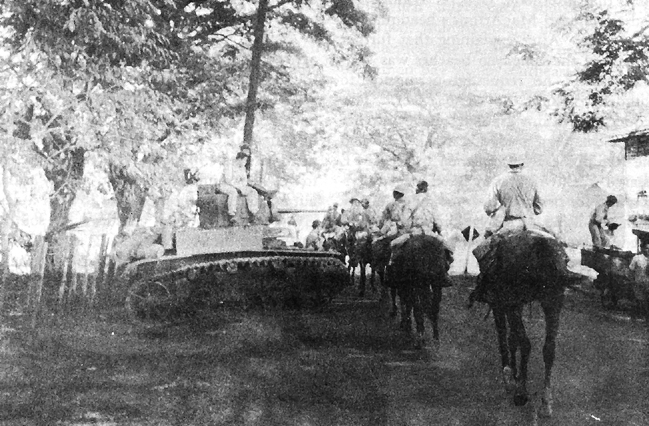
戦車隊の脇を通過する第26騎兵連隊。

部隊名 (PS) はフィリピン・スカウト部隊であることを示す。
- アメリカ極東陸軍司令部 - 司令官：ダグラス・マッカーサー中将
- アメリカ陸軍フィリピン部
  - フィリピン師団（英語版） - 第31・第45・第57歩兵連隊、第23・第24野戦砲兵連隊（計3個大隊）基幹。第31歩兵連隊以外はフィリピン・スカウト部隊である。
  - 第43歩兵連隊 (PS) - 編成途上で1個大隊のみ。
  - 第26騎兵連隊 (PS) - 乗馬騎兵
  - 第192戦車大隊 - M3軽戦車54両
  - 第194戦車大隊 - 同上
  - 第86野砲兵連隊 (PS)
  - 第88野砲兵連隊 (PS)
  - 第200沿岸砲兵連隊 - 高射砲部隊
  - 第808憲兵中隊
  - 港湾防備部隊
    - 第59沿岸砲兵連隊
    - 第60沿岸砲兵連隊
    - 第91沿岸砲兵連隊 (PS)
    - 第92沿岸砲兵連隊 (PS)

  - その他後方部隊
- フィリピン陸軍 (Philippine Army, PA)
  - 第11師団 - 第1管区編成
  - 第21師団 - 第2管区編成
  - 第31師団 - 第3管区編成
  - 第41師団 - 第4管区編成
  - 第51師団 - 第5管区編成
  - 第61師団 - 第6管区編成
  - 第71師団 - 第7管区編成
  - 第81師団 - 第8管区編成
  - 第91師団 - 第9管区編成
  - 第101師団 - 第10管区編成
  - フィリピン陸軍航空軍 (Philippine Army Air Corps, PAAC) - アメリカ極東空軍の指揮下に入る。
  - 沿岸警備部隊 - 魚雷艇3隻
- アメリカ極東空軍
  - 第49混成航空群 - P-35戦闘機52機・B-18爆撃機18機など
  - 第19爆撃航空群 - B-17爆撃機35機
  - 第24追撃航空群 - P-40戦闘機125機（うち18機は輸送途中で実戦不参加）
  - 第27爆撃航空群 - A-24爆撃機52機（輸送途中で実戦不参加）
  - 第2観測飛行隊
  - その他地上支援部隊